# Relikwiarz świętego Maura

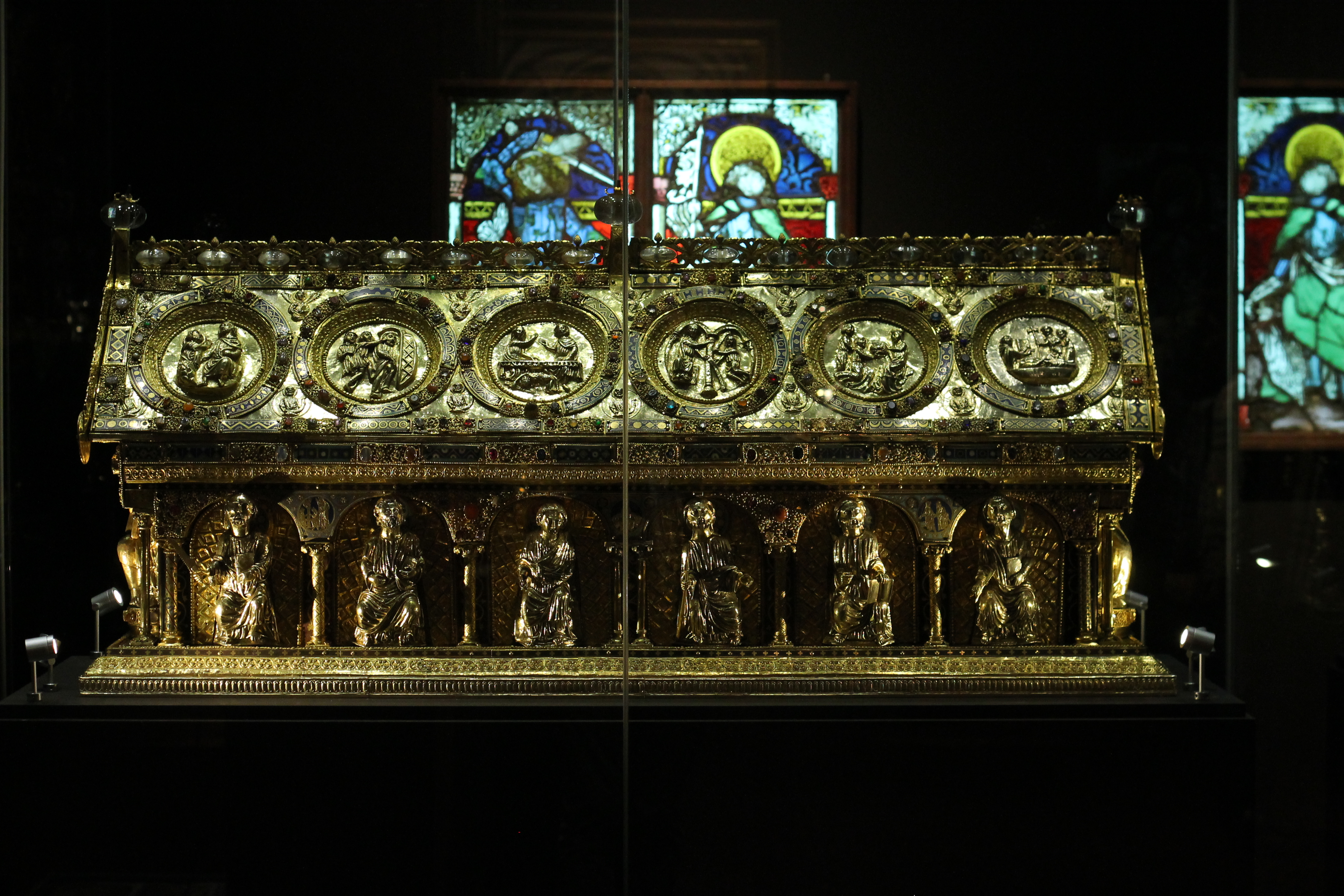
Relikwiarz na wystawie w Pradze (2015)

Relikwiarz świętego Maura – romański relikwiarz przechowujący szczątki św. Maura, św. Jana Chrzciciela i św. Tymoteusza.
Zbudowany w XIII w. dla klasztoru we Florennes. Po zniszczeniu klasztoru i jego wyposażenia w czasie rewolucji francuskiej zakupiony przez księcia Alfreda de Beaufort w 1838 r., odrestaurowany i przewieziony w 1888 r. do siedziby jego rodu w mieście Bečov nad Teplou. Ukryty w kaplicy zamkowej w 1945 r. został odkryty 5 listopada 1985 r. przez czeskich kryminologów. Mocno uszkodzony po 40 latach przebywania w ziemi został odrestaurowany i udostępniony zwiedzającym na zamku w Beczowie 4 maja 2002 r. 
Narodowy zabytek kultury Republiki Czeskiej, uznawany jest za drugi najcenniejszy zabytek czeski, po czeskich klejnotach koronacyjnych.